# 토프클라서
토프클라서(네덜란드어: Topklasse)는 네덜란드의 최상위 아마추어 여자 축구 리그이다. 2011년에 호프트클라서의 상위 리그로 설립되었으며, 12개 팀이 참가한다.